# Список пату-ики Ниуэ
Институт короля на Ниуэ, или пату-ики (ниуэ patu-iki, в переводе «вождь вождей»), скорее всего был привнесён с островов Тонга или Самоа (до его появления на острове существовали только главы семей). Первоначально король избирался из членов ведущей семьи острова. Впоследствии назначение короля стало прерогативой жителей деревни-победительницы (однако избранный король всё равно должен был получить одобрение других деревень).
Известные пату-ики Ниуэ
1. Тихамау (ок. 1650)
2. Пунимата
3. Патуавалу
4. Фокимата
5. Галиага
6. Аики
7. Факанаики
8. Хетапага
9. Пакието (ок. 1820—1846)

1846—1875 не было.
1. Матано (1875—1887)
2. Фатааики, сын (1888—1896)
3. Тонгиа, сын (1896—1900)